# ادامو، جیمینا کرزیمو
ادامو، جیمینا کرزیمو (به لاتین: Adamów, Gmina Krzymów) در لهستان است که در Gmina Krzymów واقع شده‌است.